# Нона (міфологія)
Нона (лат. Nona) — одна з трьох Парок у римській міфології, богиня долі та вагітності, яка відповідала за початок людського життя, прядучи нитку долі. Її ім'я походить від латинського nonus, що означає «дев'ятий», і пов'язане з дев'ятим місяцем вагітності, коли жінки зверталися до неї з молитвами про безпечні пологи.

## Роль у міфології
У римській релігії Нона була однією з трьох богинь долі — Парок, поряд з Децімою (Decima) та Мортою (Morta). Вона відповідала за прядіння нитки життя, символізуючи початок існування. Її грецьким еквівалентом є Клото (Clotho), одна з Мойр.
Парки контролювали нитку життя кожної людини від народження до смерті. Навіть боги боялися їх, і за деякими джерелами, навіть Юпітер підкорявся їхній владі.

## Символіка та культ
Нона асоціюється з прядкою та веретеном, які символізують початок життя та контроль над долею. Її шанували як богиню вагітності, особливо на дев'ятому місяці, коли жінки зверталися до неї з молитвами про безпечні пологи.
У римській культурі нитка життя, яку пряла Нона, символізувала долю людини. Цей образ часто використовувався в мистецтві та літературі для зображення неминучості долі.

## Зв'язок із Клото
Нона є римським еквівалентом грецької богині Клото. Обидві уособлюють початок життя, прядучи нитку долі. Однак між ними існують культурні відмінності: Клото також асоціюється з винаходом алфавіту та має ширше визнання в грецькій міфології, тоді як Нона тісніше пов'язана з римськими традиціями вагітності та пологів.

## Уявлення про долю та призначення в римській культурі
У римській культурі доля та призначення були важливими поняттями. Вони були частиною повсякденного життя та духовності. Парки, три богині-сестри, були ключовими в життєвому шляху. Це були Нона, яка починала нитку життя, Деціма, яка визначала її тривалість, і Морта, яка її завершувала. Римляни вірили, що життя визначене, але богині можуть його змінити.

## Іконографія
На зображеннях Нону часто показують з прядкою та веретеном, що символізує її роль у прядінні нитки життя. Вона також може бути зображена поряд з Децімою та Мортою, які разом уособлюють контроль над долею людини.

## Еволюція міфу про Нону з часом
У Стародавньому Римі міф про Нону був важливою частиною життя людей. Римські боги, такі як Венера, також відігравали велику роль у римському суспільстві. Історія Нони змінювалася з часом, особливо в епоху Відродження, адже у цей час старі міфи сприймалися по-новому. Мистецтво та історії того часу зображували Нону та її сестер як таємничих та могутніх. Їх сприймали як богинь, що мають практично абсолютний контроль над життям людей.
Зараз люди сприймають Нону по-різному. Це пов'язано як зі старими дослідженнями, так і з новими історіями. Сучасні письменники та художники бачать у Ноні більше, ніж просто ткачку долі. Вони бачать у ній знак таємничості та складності життя.